# Michi Panero
José Moisés Panero Blanc, más conocido como Michi Panero (Madrid, 14 de septiembre de 1951 - Astorga, León, 16 de marzo de 2004) fue un hedonista, un diletante y escritor ocasional y un empresario de hostelería español, conocido por su participación en la película documental El desencanto, cuya figura está asociada al movimiento conocido como la Movida madrileña.
Fue hijo del poeta Leopoldo Panero y de la escritora Felicidad Blanc; sobrino del también poeta Juan Panero y hermano de los igualmente poetas Juan Luis Panero y Leopoldo María Panero.

## Biografía
José Moisés Víctor Santiago Panero Blanc, Michi, el menor y último de los tres hijos de Leopoldo Panero y Felicidad Blanc, nació en 1951 en la casa familiar de Madrid. Su padre fue un eminente poeta, considerado por muchos un símbolo de los artistas al servicio del régimen franquista. Michi creció en un ambiente de sofisticación intelectual y cierta holgura económica. El apodo con que es comúnmente conocido, Michi, se lo dieron sus dos hermanos, Juan Luis y Leopoldo María, ambos futuros escritores de amplio reconocimiento.
Estudió en el prestigioso Liceo Italiano de Madrid y comenzó varias carreras universitarias, que nunca terminaría, como Filosofía, Ciencias Políticas o Cine. Con 17 años comenzó a trabajar en el Instituto de Cooperación Iberoamericana. La muerte de su padre en 1962 y la evidencia de la locura de su hermano, el poeta Leopoldo María Panero, habitual compañero de juegos infantiles, son dos momentos definitorios en su vida, como el propio Michi reconocía en El desencanto.
A mediados de los años setenta Michi comenzará su vida de diletante y su conexión con gran parte de la intelligentsia literaria y artística madrileña de la época. Dandi vocacional, Michi se granjeó merecida fama de noctívago y mujeriego. Su matrimonio con la actriz Paula Molina, hija del cantante de copla Antonio Molina, le hizo protagonista temporal de la prensa rosa, hasta acabar en divorcio en 1988.
Ejemplo de escritor sin obra y autor de relatos no publicados, colaboró hasta su muerte como columnista en diversos medios, como el diario El País y el semanario La Clave. De sus intentos empresariales cabe mencionar el bar «El Universal», meca de la movida del que fue copropietario junto con Amparo Suárez-Bárcena, su pareja a finales de los setenta. 
Abandonado por casi todos y avejentado por una serie de enfermedades crónicas y la factura pasada por la intensísima vida nocturna que casi siempre mantuvo, Michi murió de cáncer en Astorga en el año 2004. Poco después el autor se convertiría en un pequeño mito gracias, entre otras cosas, a la canción compuesta por Nacho Vegas «El hombre que casi conoció a Michi Panero», autobiografía apócrifa del cantante. Su última entrevista aparece en el libro Después de tantos desencantos. Vida y obra poéticas de los Panero, de Federico Utrera, donde realiza lo que se convertiría a la postre en un repaso testamentario a su vida y a la obra de los poetas de su familia.

## Dos películas
La cierta notoriedad alcanzada por Michi, y por los Panero en general, es en gran medida el producto de dos inclasificables filmes realizados sobre la familia Panero: El desencanto (1976) y Después de tantos años (1994).
Estrenada en 1976, El desencanto es un documental que reúne una serie de entrevistas y diálogos en los que participan los tres hermanos Panero y su madre, Felicidad Blanc. Aunque la obra es principalmente resultado de la labor del director Jaime Chávarri y Michi solo consta acreditado como personaje que actúa ante las cámaras, diversas fuentes apuntan a que pudo colaborar como argumentista. Ha sido interpretada como metáfora de la decadencia del franquismo y como un ataque frontal contra la institución familiar. Sus autores recibieron tanto amenazas y ataques como apasionados halagos. El filme se convirtió en una película de culto y confirió cierta popularidad a la familia Panero.
Consciente de su propia decadencia, las palabras de Michi aludiendo a la condición terminal de la familia Panero serían perfectamente corroboradas veinte años después en Después de tantos años. La película, dirigida por Ricardo Franco, reunió a los hermanos Panero tras la muerte de su madre. Un Michi prematuramente envejecido y críticamente enfermo se convierte en la espina dorsal del filme. Panero traza un mordaz epitafio del cual nadie sale ileso, aunque sin caer en la autocompasión o la amargura. Se han señalado como características suyas la lucidez, y cierta inocencia acompañada de ironía.

## Obras literarias
En enero de 2017 se publica de la mano de Javier Mendoza (hijo de Sisita García Durán, exesposa de Michi Panero) una obra que recoge algunos relatos inéditos de Michi, junto con artículos de prensa y otros textos ya conocidos. Su título es Funerales vikingos y está publicado en la editorial Bartleby. Este libro incluye asimismo, bajo el nombre de El desconcierto, una suerte de biografía escrita por el propio Javier Mendoza sobre Michi Panero en la que realiza un recorrido a lo largo de la amistad que ambos mantuvieron.